# Sân vận động Levi's
Sân vận động Levi's (tiếng Anh: Levi's Stadium) là một sân vận động bóng bầu dục Mỹ nằm ở Santa Clara, California, trong Khu vực vịnh San Francisco. Sân là sân nhà của San Francisco 49ers của National Football League (NFL) kể từ năm 2014. Sân vận động cách khoảng 40 dặm (64 km) về phía nam của San Francisco và được đặt tên theo Levi Strauss & Co., đã mua quyền đặt tên vào năm 2013.
Vào năm 2006, 49ers đề xuất xây dựng một sân vận động mới tại Candlestick Point ở San Francisco, nằm trên địa điểm của sân nhà hiện tại của họ, Candlestick Park. Dự án bao gồm các kế hoạch cải thiện không gian bán lẻ và nhà ở, được tuyên bố là sẽ mang lại lợi ích tiềm năng to lớn cho khu phố lịch sử bị bỏ hoang gần đó là Hunters Point. Sau khi các cuộc đàm phán với thành phố San Francisco thất bại, 49ers tập trung sự chú ý của họ vào một địa điểm liền kề với các văn phòng hành chính và cơ sở đào tạo của họ ở Santa Clara.
Vào tháng 6 năm 2010, các cử tri ở Santa Clara đã thông qua một biện pháp cho phép thành lập Cơ quan quản lý sân vận động Santa Clara được miễn thuế để xây dựng và sở hữu sân vận động bóng bầu dục mới và cho phép thành phố cho chính quyền thuê đất. Một khoản vay xây dựng huy động từ các nhà đầu tư tư nhân được đảm bảo vào tháng 12 năm 2011, cho phép khởi công xây dựng vào tháng 4 năm 2012. Sân vận động Levi's khánh thành vào ngày 17 tháng 7 năm 2014.
Sân vận động Levi's là nơi diễn ra Trận đấu vô địch bóng bầu dục Pac-12 từ năm 2014 đến năm 2019 trước khi chuyển đến Sân vận động Allegiant ở Las Vegas. Trước đó, trận đấu này được diễn ra trên sân nhà của đội đứng đầu bảng có thành tích tốt hơn. Sân vận động Levi's đã tổ chức Super Bowl 50 vào ngày 7 tháng 2 năm 2016. Sân cũng tổ chức College Football Playoff National Championship 2019.